# Oppenhuizerbrug
De Oppenhuizerbrug is een basculebrug in de stad Sneek. De brug is gebouwd in 1938 en vormt de overspanning van de stadsgracht. De brug heeft een bedieningshuis met puntdak en wordt veelvoudig geopend.

## Geramd
In juli 2010 werd de brug geramd door een 85 meter lange tanker. Volgens de politie had de Tsjechische schipper een verkeerde afslag genomen op het Prinses Margrietkanaal. De schade was groot en werd enkele maanden later hersteld.